# جون واترس (موسيقي)
جون واترس (بالإنجليزية: Jon Waters)‏ هو موسيقي أمريكي، ولد في 7 يونيو 1976.